# 311 South Wacker Drive
311 South Wacker Drive ist der Name eines 65-stöckigen Wolkenkratzers in Chicago mit gleichnamiger Adresse. Das Bauwerk ist 293 Meter hoch.

## Architektur

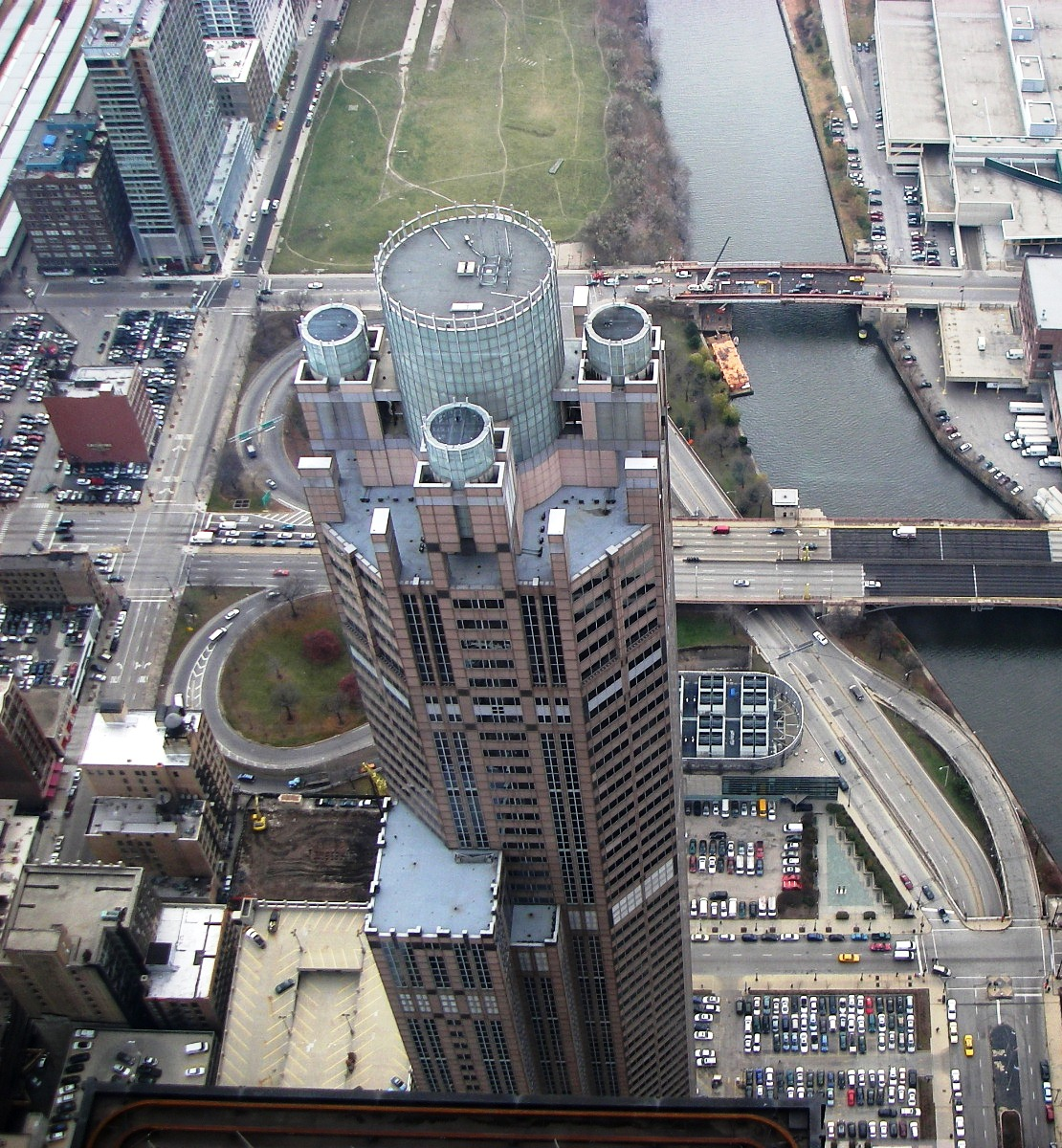
Blick vom Willis Tower auf den 311 South Wacker Drive

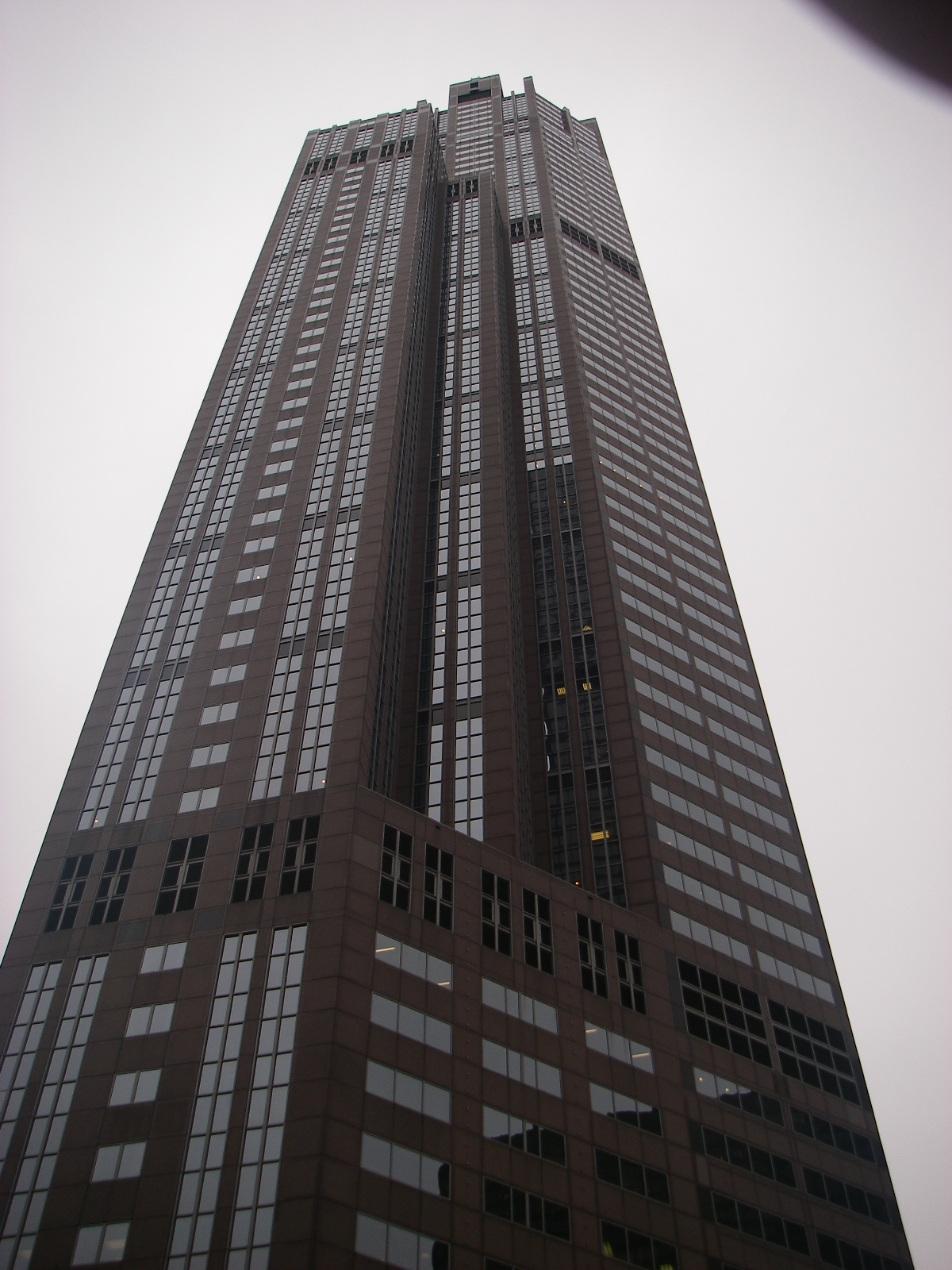
Blick von unten

Das Bauwerk befindet sich direkt neben dem höchsten Gebäude der Stadt, dem Willis Tower. Es wurde im postmodernen Stil erbaut und 1990 fertiggestellt. Mit einer Höhe von 293 Metern ist es das achthöchste Gebäude in Chicago und das 38-höchste Gebäude der USA. Bis 1992 war das Hochhaus auch das höchste aus Stahlbeton erbaute Haus, wurde dann aber vom Central Plaza in Hongkong übertroffen. Das Gebäude wurde nach seiner Adresse 311 South Wacker Drive benannt.
Der Wolkenkratzer dient vor allem als Bürogebäude, wird aber auch an private Mieter vermietet. Unter dem Gebäude befindet sich eine U-Bahn-Station. Weiterhin findet man im Keller des Hochhauses auch ein dreistöckiges Parkdeck.
Einige Einwohner bezeichnen den Wolkenkratzer als The White Castle Building, da die Spitze des Gebäudes dem Logo der White Castle Fast-Food-Kette ähnelt. Andere Spitznamen für das Gebäude sind The Wedding Cake Building oder The Bart Simpson Building, ebenfalls bedingt durch die Form des Daches.

### Empfangshalle
Die Empfangshalle ist 26 Meter hoch und wird als „Wintergarten“ bezeichnet. In ihr befinden sich seit 2002 Palmen aus Glas und ein Brunnen. Nach Betreten der Empfangshalle findet man sich direkt vor einer Bronzeskulptur des Künstlers Raymond Kaskey wieder. Sie trägt den Namen „Perle der Seen“ und zeigt Neptun sitzend auf einem mit Muscheln gefüllten Brunnen.

### Dach
Auf dem Dach des Gebäudes befindet sich ein Zylinder mit einem Durchmesser von 32 Metern. Dieser ist von vier kleineren Zylindern umgeben. Mithilfe von 1.852 Leuchtstoffröhren werden die Zylinder sehr hell beleuchtet, weshalb sie in der Nacht zu den auffälligsten Wolkenkratzern in Chicago gehören. An Feiertagen oder zu besonderen Anlässen ändern sie zudem die Farbe.

### Park
Im Nordwesten wird der Wolkenkratzer von einer grasbewachsenen Fläche umgeben, der größten Grünfläche im Chicago Loop. Sie wird in den warmen Sommermonaten von den Einwohnern der Stadt häufig für Picknicks und zum Entspannen benutzt. Daneben finden auf dem Gelände Landwirtschaftsmärkte sowie musikalische Veranstaltungen und verschiedene Kunst- und Kulturfestivals statt. Ursprünglich wollte man auf dem Gelände zwei weitere, dem 311 South Wacker identische Wolkenkratzer bauen. Dieser Plan wurde aber wieder verworfen.